# Cantón de Bellegarde
El cantón de Bellegarde era una división administrativa francesa, que estaba situada en el departamento de Loiret y la región de Centro-Valle de Loira.

## Composición
El cantón estaba formado por doce comunas:
- Auvilliers-en-Gâtinais
- Beauchamps-sur-Huillard
- Bellegarde
- Chapelon
- Fréville-du-Gâtinais
- Ladon
- Mézières-en-Gâtinais
- Mouron
- Nesploy
- Ouzouer-sous-Bellegarde
- Quiers-sur-Bézonde
- Villemoutiers

## Supresión del cantón de Bellegarde
En aplicación del Decreto nº 2014-244 de 25 de febrero de 2014, el cantón de Bellegarde fue suprimido el 22 de marzo de 2015 y sus 12 comunas pasaron a formar parte del nuevo cantón de Lorris.